# 펠러-토르니어 상수
펠러-토르니어 상수(Feller-Tornier constant)는 소수 요소가 수적으로 포함돼있는 정수의 밀도를 나타낸다.
{\displaystyle C_{FT}={1 \over 2}+\left({1 \over 2}\prod _{n=1}^{\infty }\left(1-{{2} \over {p_{n}^{2}}}\right)\right)}
{\displaystyle \;\;={{1} \over {2}}+{{1} \over {2}}\prod _{n=1}{\Big (}1-{{2} \over {p_{n}^{2}}}{\Big )}=0.661317...(OEIS\;A065493)}

## 소수 제타 함수
프라임 제타 함수{\displaystyle (prime\;zeta\;function)}
{\displaystyle C_{FT}={1 \over 2}\left(1+exp\left(-\sum _{n=1}^{\infty }{{2^{n}P(n)} \over {n}}\right)\right)}
{\displaystyle P(n)} 프라임 제타 함수

## 같이 보기
- 리만 제타 함수
- L-함수
- 오일러의 곱셈 공식
- 쌍둥이 소수
- 수학 상수